# Мелихово (Бєлгородська область)
Мелихово (рос. Мелихово) — село у Корочанському районі Бєлгородської області Російської Федерації.
Населення становить 977 осіб. Входить до складу муніципального утворення Мелиховське сільське поселення.

## Історія
Населений пункт розташований у східній частині української суцільної етнічної території — східній Слобожанщині.
Село виникло 1599 року неподалік Бєлгорода. До 1857 року в селі було збудовано церковно-парафіяльну школу, де грамоті навчав дячок Богоявленської церкви. 1880 року в селі була організована земська школа з 3-річною освітою.
Під час Другої світової війни, у листопаді 1941-го, село було окуповане німцями. Війська 94-ї Гвардійської стрілецької дивізії звільнили села Мелихово та М'ясоєдово 25 липня 1943 року.
Згідно із законом від 20 грудня 2004 року №159 від 20 грудня 2004 року органом місцевого самоврядування є Мелиховське сільське поселення.

## Населення
| 2002 | 2010 |
| ---- | ---- |
| 1002 | ↘977 |

## Відомі люди
- У селі народився Ростислав Піхтовніков (6 жовтня 1907 — 11 грудня 1972) — фахівець у галузі авіабудування, оброблення матеріалів тиском. Доктор технічних наук (1954), професор (1955). Заслужений діяч науки і техніки УРСР (1968)[4].
- Одна з вулиць села має ім'я Героя Радянського Союзу Ростислава Кушлянського, який боровся за це село в роки Другої світової війни[5].